# Quichuana dominica
Quichuana dominica är en tvåvingeart som beskrevs av Thompson 1981. Quichuana dominica ingår i släktet Quichuana och familjen blomflugor.
Artens utbredningsområde är Dominica. Inga underarter finns listade i Catalogue of Life.